# Spatangus paucituberculatus
Spatangus paucituberculatus is een zee-egel uit de familie Spatangidae.
De wetenschappelijke naam van de soort werd in 1907 gepubliceerd door Alexander Agassiz & Hubert Lyman Clark.